# Трамбаус
Трамбаус — село в Александровск-Сахалинском районе Сахалинской области России.

## География
Село находится на берегу Татарского пролива, на расстоянии 68 км от города Александровск-Сахалинский, административного центра района. 

## Население
| 2002 | 2010 | 2013 | 2021 |
| ---- | ---- | ---- | ---- |
| 110  | ↘99  | ↘88  | ↘20  |

### Половой состав
Согласно результатам переписи 2002 года, в селе проживало 110 человек (51 мужчина и 59 женщин).

### Национальный состав
Согласно результатам переписи 2002 года, в национальной структуре населения русские составляли 55 % из 110 чел.

## Улицы
- пер. Болотный,
- ул. Морская,
- ул. Центральная.